# Cándido Marín
Cándido Marín o Padre Marín S.J. (Galilea (La Rioja) 3 de octubre de 1877 - Logroño 6 de noviembre de 1960) fue un sacerdote jesuita español.

## Biografía
El reverendo padre Marín S.J. inició sus estudios en el Seminario Conciliar de Logroño en septiembre de 1891. Poco tiempo después se trasladó al Seminario Pontificio de Comillas, donde finalizó sus estudios y donde cantó su primera misa el 13 de julio de 1903.
Por espacio de varios años la venerable figura del Padre Marín recorrió numerosas localidades de La Rioja y de provincias próximas como Uruñuela, Lumbreras, Miranda de Ebro, Briones, Santo Domingo de la Calzada, Bilbao, Manresa, Comillas, Covadonga y Burgos. En estas últimas, ya en calidad de padre jesuita, por cuanto el 7 de marzo de 1919 había ingresado en el noviciado de Loyola, y después de permanecer un año en Bilbao, fue destinado a Logroño.
Murió el 6 de noviembre de 1960.  Veinte años más tarde sus restos fueron trasladados al cementerio de Galilea, donde reposan.  El Ayuntamiento de Logroño, por los méritos que contrajo en defensa y amparo de la juventud logroñesa, dedicó una calle a la memoria de su nombre situada en el barrio obrero de Madre de Dios.

## Consiliario del Círculo Católico de Obreros de Burgos
El R. P. Cándido Marín S.J. fue destinado a Burgos en 1931 y, ahí, se hará cargo del Círculo Católico de Obreros de Burgos, tomando el relevo del Padre José María Otegui y el Padre Ignacio Cantarell. Cumple su función en una época social turbulenta en España en la que se proclama la República y el correspondiente ataque a la Iglesia y la Religión Católica, lo cual desembocó en la disolución de la Compañía de Jesús, viéndose obligado a salir de España. Es sustituido en su cargo de Consiliario por el padre D. Felipe Abad, canónigo de la Santa Iglesia Catedral de Burgos. Fue nombrado por el Arzobispo de Burgos, D. Manuel de Castro Alonso con todas las facultades de sus antecesores, pese a no ser de la Compañía de Jesús, tal y como indica una de las cláusulas refundadoras expuestas en 1903 por Dña. María Petronila Casado y Pardo, "La Cieguecita" y "Madre de los Obreros", para el Círculo Católico de Obreros de Burgos.

## Viajes al extranjero
Su primer viaje al extranjero lo realizó a Bélgica en 1932 por la supresión de la Compañía de Jesús. Se interesó ya vivamente por todas las cuestiones de tipo social, de las que ya había obtenido experiencias, cuando había estado en Burgos como consiliario del Círculo Católico de Obreros.

## Regreso a España
En 1933 regresa a Burgos y aprovecha para completar su labor comenzada en el Círculo Católico de Obreros de Burgos. Escibe un libro dedicado a esta entidad en su cincuentenario: "Círculo Católico de Obreros de Burgos. Cincuenta años de acción social católica. 1883-1933".

## Obras sociales en Logroño
En el año 1935  el Círculo Católico de Obreros de Logroño se propuso renovar sus actividades en favor de las clases trabajadoras, razón por la que su presidente don Santos Martínez suplicó al obispo que nombrase consiliario al Padre Marín, que acababa de regresar de Bélgica donde había asistido a varias semanas y congresos sociales especialmente a las grandes asambleas de las Juventudes Obreras Católicas.
A partir de ese momento su actividad en pro de la juventud riojana ya no conoció límites, surgiendo, paulatinamente, tras soslayar tremendos problemas, excepcionales instituciones como el Patronato de Escuelas Católicas "San Bernabé", el Patronato del Divino Maestro para niñas, en unión del obispo don Francisco Blanco Nájera; El colegio de nueva construcción "San Bernabé", de la calle Rodríguez Paterna de Logroño; las escuelas del suburbio Cavo Noval y Nido, y, finalmente, las Escuelas Profesionales del Sagrado Corazón.